# Museo de la Ciudad de México

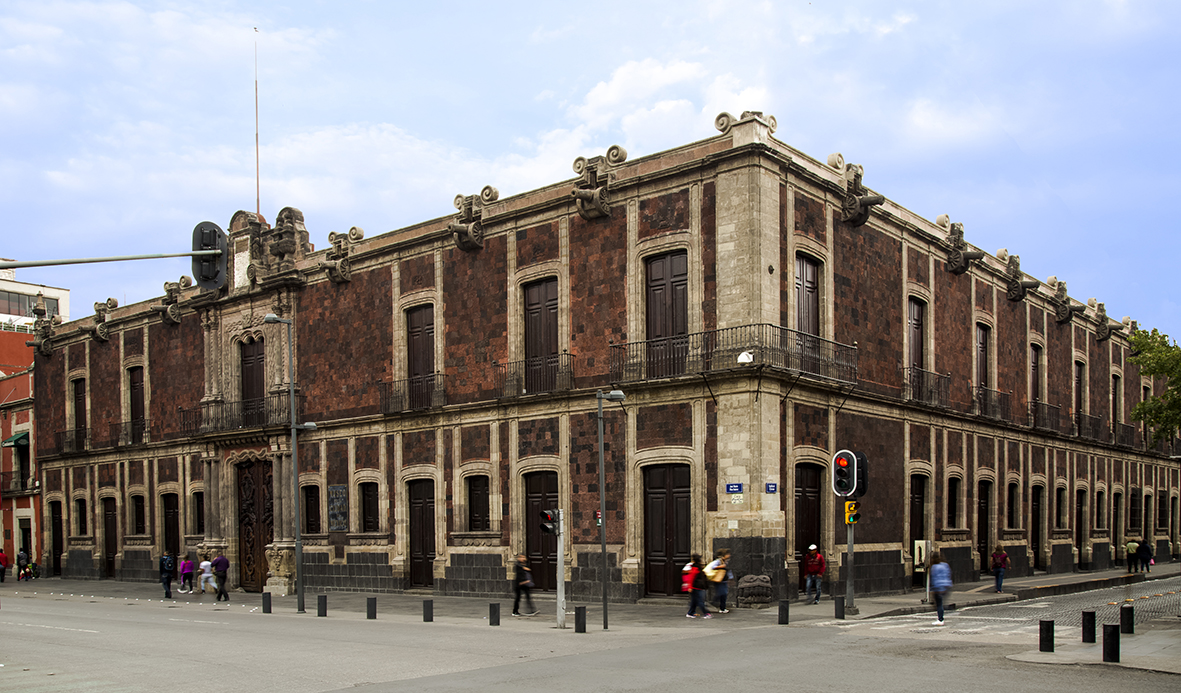
Museo de la Ciudad de México

El Museo de la Ciudad de México  es un recinto público ubicado en el antiguo palacio de los condes de Santiago de Calimaya, sobre la avenida Pino Suárez número 30, a tres cuadras de la plaza de la Constitución (Zócalo). El museo está situado en el recinto que antiguamente fue un hermoso palacio virreinal cuya primera construcción se remonta a 1536. Desde entonces el edificio ha sido remodelado y modificado en varias ocasiones, tanto en su aspecto como en su funcionamiento, sirviendo como palacio de familias nobles, vecindad, locales comerciales y recinto cultural. 
El inmueble que alberga al museo, se edificó en 1776 por el arquitecto criollo Francisco Antonio Guerrero y Torres. Fue hasta 1931 -después de haber funcionado como palacio, vecindad y accesorias- que el antiguo Palacio de los Condes de Santiago de Calimaya fue declarado patrimonio nacional. Posteriormente, el año 1960 el Departamento del Distrito Federal decretó que el inmueble se convertiría en la sede del Museo oficial de la Ciudad de México mismo que abrió sus puertas el 31 de octubre de 1964, tras una remodelación realizada por el arquitecto Pedro Ramírez Vázquez.

## Exhibiciones y actividades

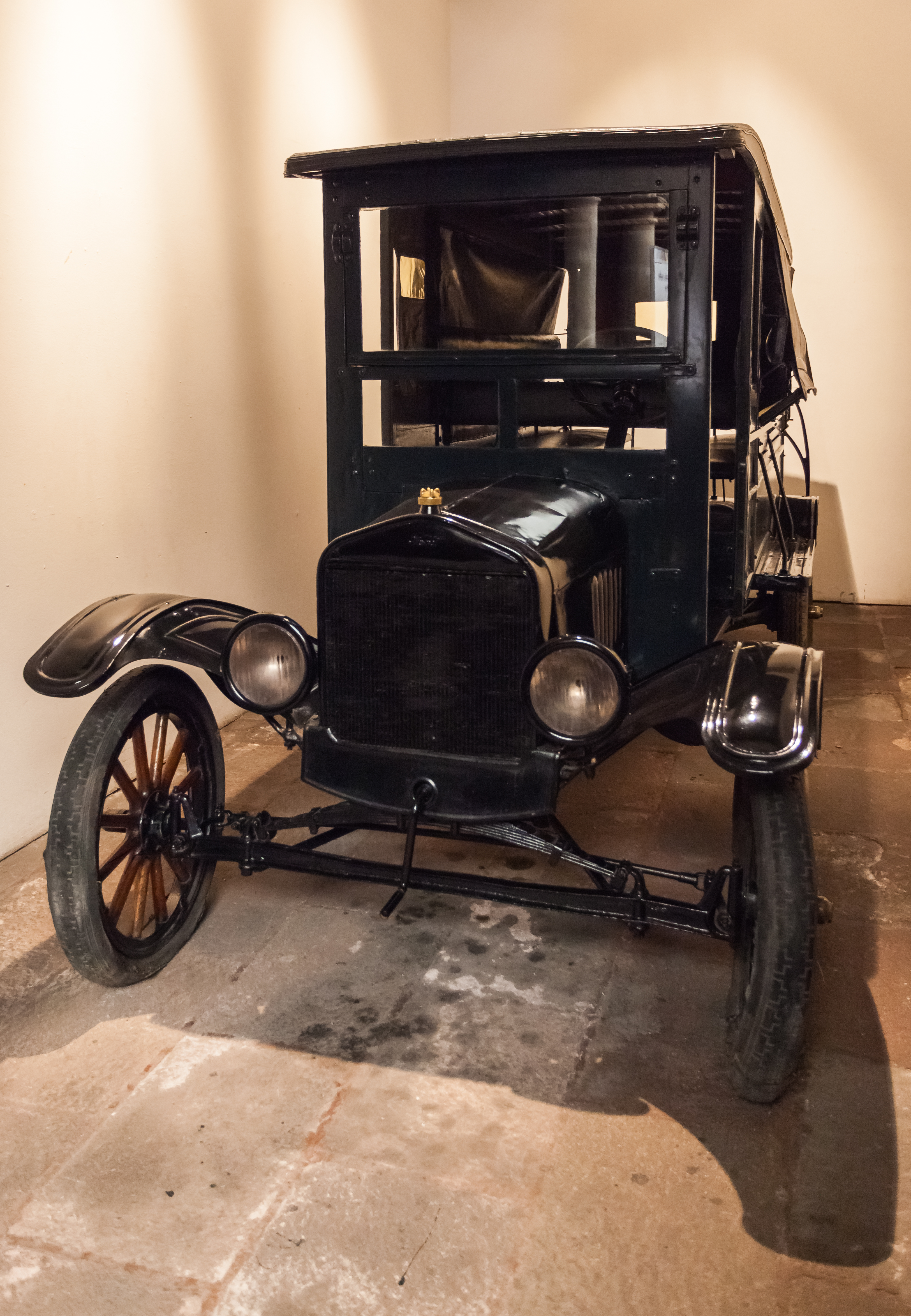
Automóvil expuesto en el museo.

El Museo de la Ciudad de México es un espacio abierto a los encuentros, un punto en el que se cruzan y entretejen las miradas más disímiles. En este espacio los visitantes tienen la oportunidad acceder a distintas manifestaciones artísticas y culturales que van desde exposiciones, conciertos, obras de teatro y danza, recitales, conferencias, presentaciones de libros, cursos y talleres, así como visitas guiadas especializadas para cada una de las exposiciones temporales y sobre la historia del edificio. 
Actualmente el museo cuenta con 11 salas de exhibición permanente entre ellas el estudio del pintor Joaquín Clausell en la planta alta del edificio, donde se encuentra el mural conocido como "La torre de las mil ventanas" una de las obras más representativas del pintor impresionista mexicano, una sala de música, una capilla y una sacristía que funcionan como museo de sitio para narrar la historia del recinto. En el año 2018 se inauguró la exposición "Miradas a la Ciudad. Espacio de reflexión urbana", una muestra permanente que reflexiona sobre el fenómeno urbano en la Ciudad de México, a través de un recorrido por ocho salas de exhibición que utilizan textos, objetos, obras de arte y tecnología para describir las diferentes facetas de la ciudad, desde su historia, concepción filosófica, problemáticas, sustentabilidad, arquitectura, urbanismo, festividades y movimientos sociales en la planta baja del recinto.
Este recinto que pertenece a la Secretaría de Cultura de la Ciudad de México cuenta con 16 salas para exposiciones temporales, que se modifican dependiendo de las necesidades de cada exposición y una sala de usos múltiples a un costado del mural de Joaquín Clausell. Su acervo está compuesto por una colección de alrededor de 2,600 piezas artísticas, documentos, objetos y muebles desde el siglo XVII al siglo XX. 
En su interior se encuentra la biblioteca Jaime Torres Bodet (el mayor acervo bibliográfico acerca de la Ciudad de México) que tiene como objetivo preservar, organizar y difundir el patrimonio documental sobre la Ciudad de México y cuenta con un total de 1590 volúmenes que datan del siglo XVIII a la fecha. Así mismo, el recinto alberga la librería Guillermo Tovar de Teresa perteneciente al Fondo de Cultura Económica.
En el año 2014 se presentó la muestra "El exilio español en la Ciudad de México. Legado Cultural" una reflexión histórica sobre la influencia sociocultural del exilio español en la Ciudad de México. En 2015 se presentó la exhibición "19/09/1985 7:19 A 30 años del sismo. Emergencia, solidaridad y cultura política" que reflejó el fenómeno natural sucedido en 1985 y el profundo impacto que ha tenido en la sociedad y sus valores, que a partir de la movilización independiente que se produjo en aquel momento, se proyectan hoy en día en una más amplia práctica de la vida en democracia en la Ciudad de México. La exhibición combinó recursos científicos, narrativos, audiovisuales, literarios, periodísticos y objetuales como instrumento educativo e informativo para recuperar la memoria histórica. 
En el año 2016 se presentó la muestra "Imágenes para ver-te. Una exhibición sobre el racismo en México" que reflexionó en torno al racismo en la sociedad mexicana a través de más de 200 piezas del siglo XVIII al siglo XXI, entre pinturas, objetos, fotografía, instalación, escultura, colecciones científicas, vídeo y documentos. Ese año también se inauguró la muestra “Luz e Imaginación” que llevó a los asistentes a tener una experiencia sensorial, sobre los cambios que ha habido en la Ciudad de México mediante el uso de arte contemporáneo y la tecnología utilizando diversos elementos como luces, vapor, agua y sonidos. En noviembre de 2017 se inauguró la muestra "La Ciudad de México en el arte. Travesía de ocho siglos" una exposición sobre las diversas expresiones artísticas que a lo largo de ocho siglos de historia han interpretado y narrado la Ciudad de México a través de disciplinas como pintura, escultura, literatura, arquitectura, música, cine, teatro, entre otras expresiones.

## Historia del Inmueble

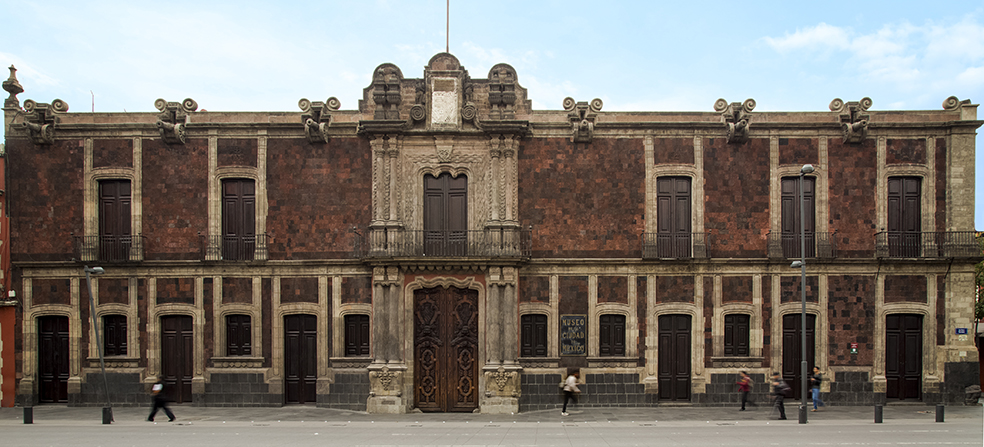
Museo de la Ciudad de México fachada

La historia del Antiguo Palacio de los Condes de Santiago de Calimaya, se remonta al año de 1527, cuando llega el Licenciado Juan Gutiérrez Altamirano a la Nueva España procedente de la isla de Cuba en donde había sido gobernador en 1524; para tomar el puesto de Corregidor de Texcoco y veedor de Hernán Cortés.
Cuando Hernán Cortés reparte las tierras más cercanas al Templo Mayor Mexica entre sus compañeros de armas y colaboradores más allegados; le da el terreno ubicado en la entonces calle de Ixtapalapa a la esquina de la calle que va para el hospital de Nuestra Señora de la Concepción a Don Juan Gutiérrez Altamirano, quien poco antes había contraído nupcias con Juana Altamirano Pizarro, prima hermana del conquistador. En este periodo, según algunos planos, la casa perteneció a la tipología arquitectónica de “casa-fuerte”, es decir, una casa con elementos defensivos contra situaciones adversas. La descripción de la primera casa habitación construida por órdenes del Lic. Altamirano correspondía a un edificio de planta rectangular con apariencia de torre feudal de tres pisos con una puerta en la planta baja, en el piso intermedio cuatro ventanas y en el último había seis ventanas más. Todo el edificio tenía una techumbre cónica y un torreón a un costado.
Fue hasta la tercera generación que a la familia se le otorgó el primer título nobiliario: “Condes de Santiago de Calimaya”; de Santiago porque eran devotos de Santiago Apóstol, patrono español; de Calimaya porque ese era el nombre del pueblo que se les dio en Encomienda y que les generó grandes riquezas. El título de conde le fue otorgado a Don Fernando Altamirano y Velasco, descendiente directo de Juan Gutiérrez Altamirano contrajo a su vez matrimonio con María de Velasco e Ibarra, nieta del virrey Luis de Velasco. Fernando Altamirano recibió la merced real de Felipe III de España en la que se le otorgó el título de conde de Santiago de Calimaya en 1616, y que se utilizó por catorce generaciones.
Una época de auge económico y social vino para la familia Altamirano Velasco. La remodelación de la antigua casona señorial en la que habían habitado sus antecesores, estuvo a cargo del séptimo conde, ya que la edificación estaba muy dañada por los terremotos e inundaciones, y más que remodelación, fue una restructuración completa, pues el antiguo edificio fue derruido. Esta nueva construcción está relacionada con la promulgación de Las Reformas borbónicas en la Nueva España. Estas reformas hacían que pese a que los condes mantenían un estatus como nobles, muchas de sus propiedades serían embargadas por la Corona. Los condes sufrieron dificultades económicas en esta época, pero su estatus como nobles les permitió conseguir que la audiencia les permitiera gravar sus tierras, de modo que obtuviera dinero para la reedificación de su palacio. 
El palacio fue reconstruido a finales del siglo XVIII, llevándose a cabo la obra entre 1776 y 1779 por el alarife criollo Francisco Antonio de Guerrero y Torres, autor de otras obras de gran importancia como el palacio de los marqueses de Jaral del Berrio y la capilla del Pocito. En la época virreinal, la calle de Pino Suárez (en aquel tiempo, calzada de Iztapalapa) era la calle de moda para las casas de la nobleza, que así quedaban alineadas con el Palacio Real. La fachada del palacio fue recubierta de tezontle y la portada y las ventanas con cantera.
La casa estuvo habitada por la familia hasta 1964 lo cual es un caso excepcional, fue la única casa señorial ocupada por una familia noble novohispana hasta mediados del siglo XX, cuando fue expropiada, la familia Cervantes se vio obligada a venderla al gobierno de Ciudad de México, el cual dispuso la fundación del museo en la casa.

### Arquitectura del Palacio

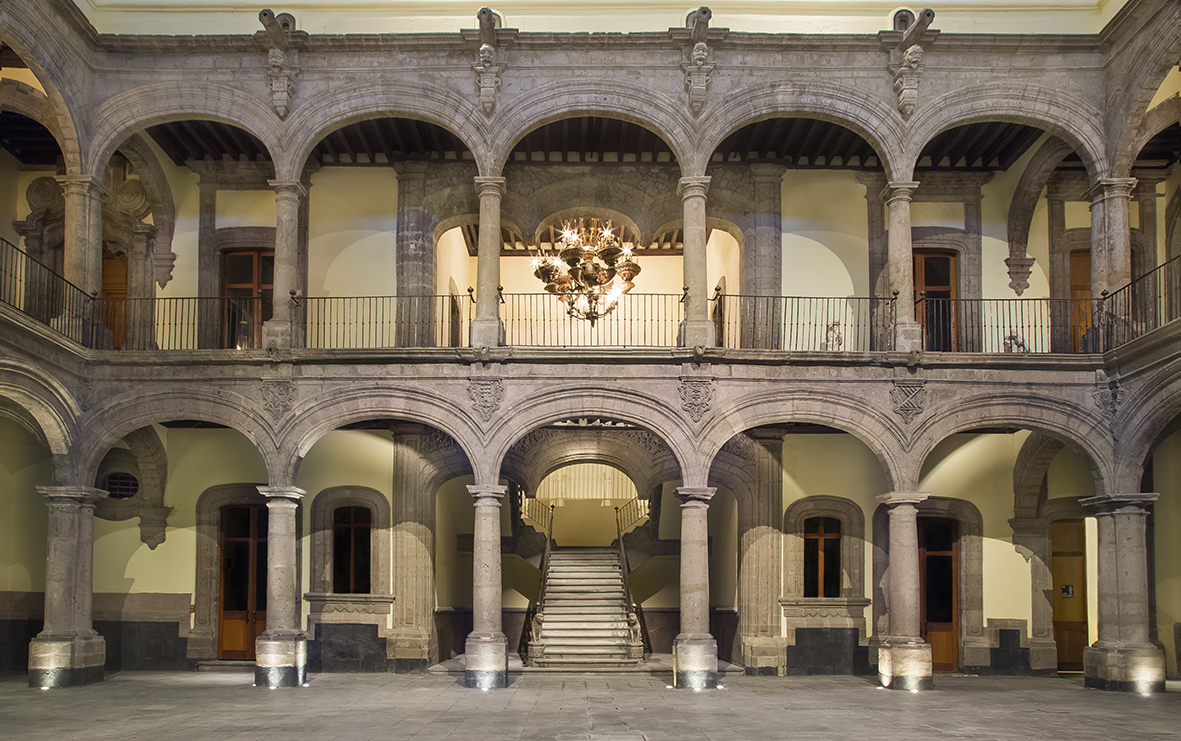
Interior del Museo de la Ciudad de México

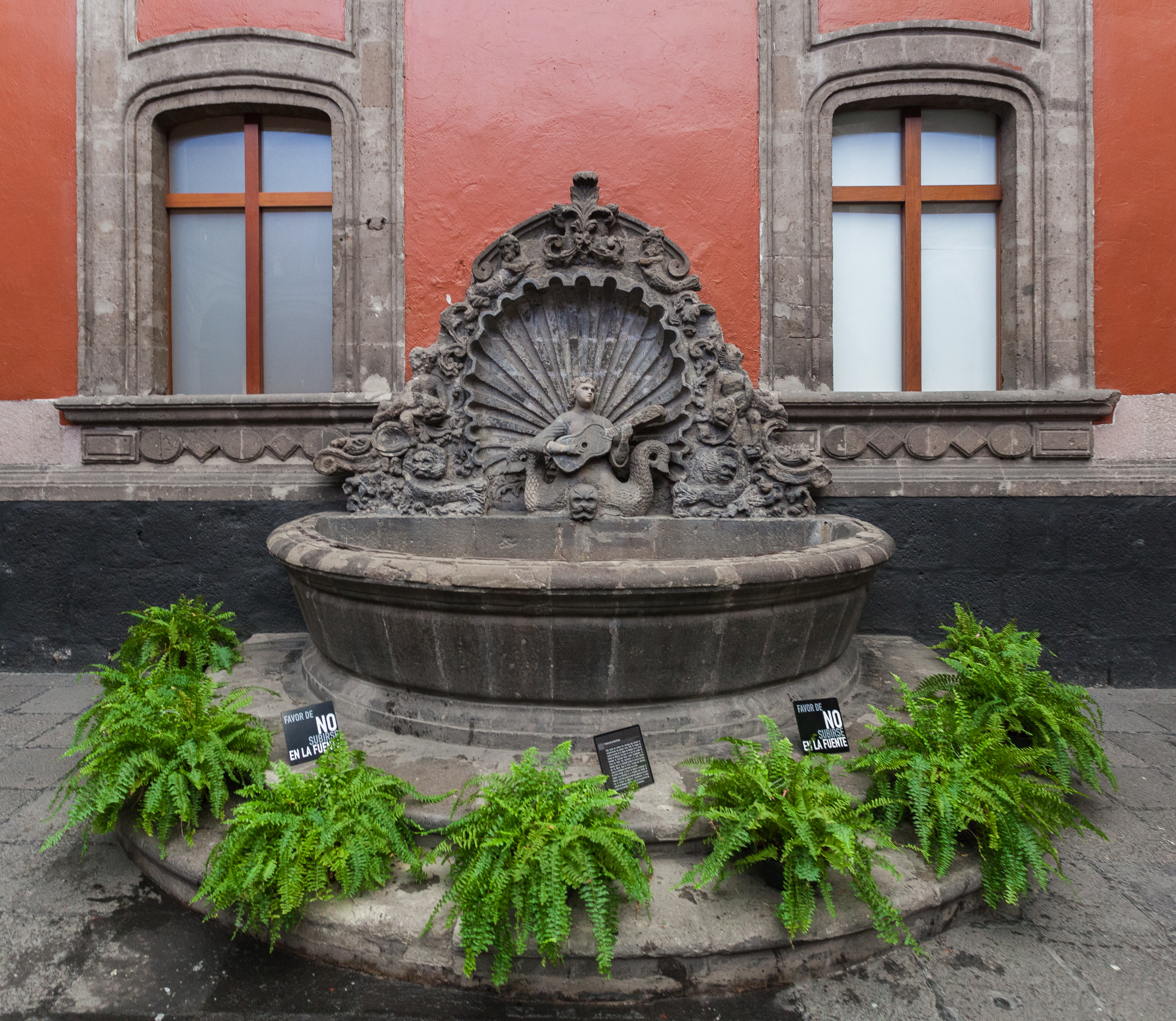
Fuente del museo.

En este Palacio virreinal, es posible apreciar las innovaciones que Guerrero y Torres implementó en sus construcciones, de igual forma, se distingue en ésta la última etapa del barroco mexicano.
En la esquina inferior derecha se incluyó un elemento que ha sido objeto de diversas interpretaciones: una talla prehispánica con la imagen de una cabeza de serpiente. El remozamiento del palacio se hizo desde sus cimientos y es probable que en la excavación se haya encontrado este elemento y otros objetos. La casa se trazó en dos plantas, sin entresuelo y con dos patios como todas las casas señoriales. La capilla familiar era un símbolo de abolengo y de intensa actividad social.
Los escudos de armas que coronan las arquerías del patio principal corresponden a la intención de resaltar el abolengo familiar, lo mismo ocurre con las gárgolas en forma de cañón que adornan todo el perímetro superior de la fachada y parte del portón mayor. Los leones que adornan el arranque de la escalera, así como los mascarones del portón principal tienen un aire orientalista, rasgo no muy común en la casa de los nobles. 
Otro elemento distintivo del palacio es la fuente en forma de concha ubicada en el patio mayor. Su desgaste nos sugiere que posiblemente haya sido labrada tiempo antes de la reedificación de la casona y que fue empotrada ahí tiempo después de concluir ésta. El motivo ornamental principal de la fuente es una nereida que toca la guitarra y mira hacia la capilla familiar; la connotación, evidentemente acuática, se ha dicho, es una posible referencia a los viajes ultramarinos que realizaron los condes como adelantados de las Islas Filipinas.

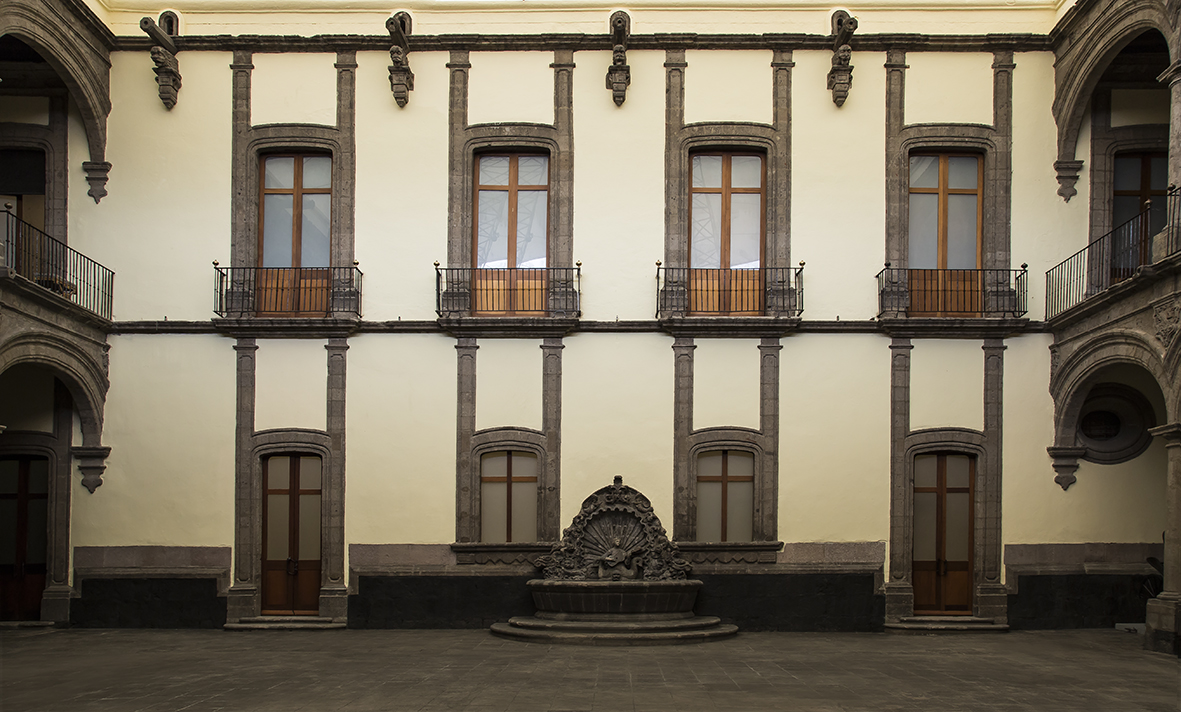
Interior del Museo de la Ciudad de México vista hacia la fuente.

Toda la parte central de la fachada corresponde al estilo barroco. En la parte superior, encontramos el escudo de armas de la familia, tallado en mármol blanco y que es en sí, la suma de los cuatro escudos de los linajes de mayor prestigio: Altamirano, Velasco, Castilla y Mendoza; se constituye además, como el primer símbolo de la nobleza alcanzada por la familia. El escudo esta flanqueado por dos atlantes coronados con laureles, símbolos de triunfo. 
Cabe señalar que el 2 de mayo de 1826, durante el gobierno de Guadalupe Victoria, se extinguieron para siempre los títulos de conde, marquéz, caballero y todos los de igual naturaleza. Se ordenó a partir de entonces, destruir los escudos de armas y demás signos que recordaran la antigua dependencia o enlace de América con España.  El escudo de armas del Palacio de Condes de Santiago de Calimaya, entonces fue cubierto con un aplanado que lo ocultó y preservó hasta que en la década de 1930 fue rescatado, convirtiéndose en uno de los pocos y más antiguos escudos de nobleza que se han conservado en el Centro Histórico de la Ciudad de México.

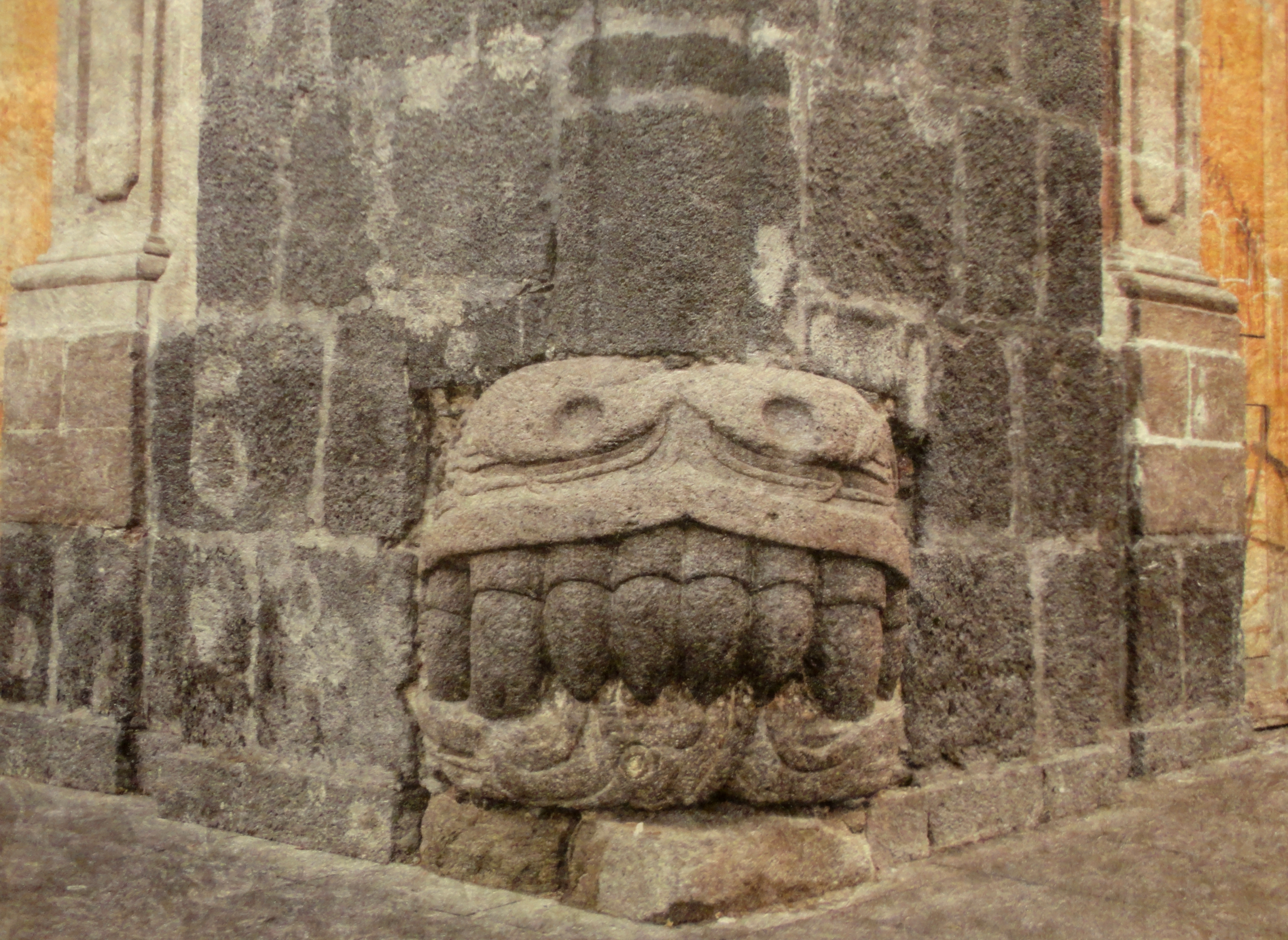
Cabeza prehispánica en una esquina del edificio.

A lo largo toda la cornisa, gárgolas con forma de cañones labrados en cantera , representan los vínculos de la familia con el ejército y principalmente aluden al título nobiliario de Capitanes Generales de los Ejércitos del Norte. A propósito de éstos, Elisa Vargas Lugo, señala que originalmente había, sobre cada uno de los cañones, estatuas de soldados en tamaño natural talladas en piedra con todo y armadura. Una de estas piezas fue hallada cuando el Gobierno del Distrito Federal expropió el recinto, y actualmente forma parte del acervo del museo. 
Todos los balcones de la casa, tanto en la calle de Pino Suárez, como en la de República del Salvador, tienen en la parte superior símbolos conocidos como monogramas religiosos, relacionados con las devociones particulares de los Condes. De estos balcones sobresalen dos: el balcón que se ubica en la esquina surponiente de la casa, con vista hacia ambos lados de la calle, que pertenecía a la habitación principal. Debajo de éste, y como cimiento de la construcción, hay una cabeza de serpiente, otro ejemplo del fenómeno cultural del criollismo, que para el siglo XVIII había alcanzado su esplendor, pues representa ese pasado indígena glorioso y noble que se rescataba y que fue apropiado y resignificado.
Como en la mayoría de las casas novohispanas, el acceso al interior del palacio era a través de una puerta de cedro blanco -que sustituyeron a las de pino y nogal-, con dos hojas que abarcan el total del vano, y que cuando se abrían completas permitían el paso de los carruajes, así como dos hojas más pequeñas destinadas a permitir el acceso de personas. Labradas con alegorías que explicaban la historia del linaje familiar, estas puertas fueron trabajadas e importadas de Filipinas y nos permiten hacer una lectura de los símbolos que denotaban el prestigio de los habitantes de este antiguo palacio.
El patio central se encuentra rodeado por cuatro muros, de los cuales tres cuentan con arcadas y columnas, y sólo uno es liso. Las columnas, tanto las de la planta baja como las del primer piso, son de fuste liso y capitel toscano, con la salvedad de que del primer piso son más pequeñas, para dar un efecto de profundidad y altura. Los arcos que constituyen este espacio se conocen como arcos de tres puntos, y es así debido a que los alarifes, al momento de realizar el trazo de ellos, colocan tres círculos dentro de cada uno, y con líneas rectas unen los epicentros de estos, dando como resultado el trazo de un arco más bajo.
Frente a la fuente, al otro lado del patio, encontramos las escaleras de acceso a la planta noble. Un arco trilobular considerablemente grande, decorado con motivos barrocos en la parte superior. En el arranque encontramos dos felinos custodiando el paso, no se sabe a ciencia cierta si se trata de leones, uno viejo y uno joven, o de un macho y una hembra, o de un león y una pantera, lo cierto es que tienen rasgos orientales, y que fueron elaborados por manos indígenas. Asumiendo que se trata de un león joven y uno viejo, es posible que los artesanos hayan recibido instrucciones sobre cómo elaborarlos, sin embargo, al no haber visto un león jamás en su vida, es probable que los hayan representado como “perros grandes”, de ahí que los cuerpos sean más bien parecidos a los xoloitzcuintle, perros considerados como sagrados para los antiguos mexicas, por ser aquellos que custodiaban el paso al inframundo.
La escalera cuenta con 4 descansos y dos vías de acceso; desde la base se puede apreciar una forma octagonal, que está asociada con simbología religiosa, el octágono es una forma perfecta que representa el infinito y la pureza de espíritu, por lo que al pasar a través de ese octágono, nos encontramos en un espacio libre de energías negativas y más cercano a la pureza del alma.
Una vez en la parte superior, apreciamos nuevamente el mismo arco trilobular de la planta baja, pero esta vez decorado con motivos geométricos, firma del arquitecto. Actualmente en este espacio salta a la vista un enorme candil que pende sobre las escaleras, mismo que fue construido a principios del siglo XX, mandado a hacer originalmente para decorar el salón de recepciones de la Secretaría de Relaciones Exteriores ubicada frente a la Alameda central. Posteriormente, parte de la Secretaría fue reubicada sobre el eje central, de modo que ese candil fue guardado durante décadas, como parte del acervo histórico de la Ciudad, hasta que se decidió colocarlo en este palacio. Éste, cuyo estilo corresponde al Art Nouveau de origen francés y promovido en México por Porfirio Díaz, originalmente estaba chapado en plata, su forma en cornucopia de los brazos remite a la idea de abundancia.
La fachada de la capilla corresponde al arte barroco, en la parte superior de esta, encontramos una cruz gamada, símbolo de la orden de caballeros de la corte de Carlos III, título otorgado a los condes por el monarca. Encontramos en los costados columnas adosadas al muro de fuste estriado y capitel corintio compuesto, sostenidas por dos atlantes en su base. Vemos también, circundando el acceso, un arco de flores, en el cual hay dos rostros; se desconoce a ciencia cierta el significado de ellos, pero se presume que al haber sido realizado el trabajo ornamental por indígenas, éstos hayan decidido colocar los rostros aludiendo a deidades prehispánicas.

### De Palacio a vecindad
A finales del siglo XIX el palacio de los Condes de Santiago de Calimaya, quedó ubicada dentro del área comercial del centro. Poco a poco se establecieron comercios en accesorias que fueron rentadas para dichos fines.
Los herederos de este inmueble continuaron la costumbre de rentar los cuartos interiores para vivienda, pero los cambios en la ciudad habían provocado que esta zona ya no fuera de aristócratas, sino popular y la fisonomía de la antigua casa señorial comenzó a modificarse en función de sus nuevos inquilinos. 
En la planta baja los cuartos tenían tapancos y entresuelo que daba mayores posibilidades espaciales a los habitantes. De la primera sección de la casa se trató de mantener la exclusividad para la familia, pero las necesidades de los locales comerciales y financieras de los arrendadores provocan que se fuera desgastando y olvidando el uso original de este espacio. La fuente del primer patio poco a poco se vio rodeada e incluso invadida por tuberías y otras instalaciones.
La diferencia social entre los habitantes de los cuartos superiores y los inferiores comenzó a perderse.

### De vecindad a museo
La importancia del antiguo Palacio de los Condes de Santiago de Calimaya fue reconocida en 1931 cuando se le declaró patrimonio nacional. Posteriormente, en 1960, el entonces Departamento del Distrito Federal decretó que el inmueble se convertiría en la sede del Museo de la Ciudad de México y para adecuar al edificio a su nuevo uso, el arquitecto Pedro Ramírez Vázquez llevó a cabo una remodelación, en la que las antiguas habitaciones se convirtieron en salas de exhibición.
Cuando el Palacio se transformó en museo, la política de restitución de piezas decía que ésta sólo se llevaría a cabo cuando faltara más del 50% de la pieza, y hubiera documentación de la misma. Este dato resulta importante debido a que esta restitución hizo que se cambiaran elementos, aunque sólo se restituyeron piezas de las cuales se tenía documentación suficiente para garantizar que el trabajo fuera hecho adecuadamente. Sin embargo, también es posible que durante este proceso se hayan modificado algunos de los elementos de cantera. Esta situación podría hacer que los símbolos que componen el palacio se modificaran. 
El 31 de octubre de 1964 el antiguo Palacio de los Condes de Santiago de Calimaya fue inaugurado como Museo y en sus salas se montó una exposición que mostraba didácticamente el concepto de urbe que se manejaba en aquel entonces. Esta muestra duró 30 años.
En 1992, el Museo de la Ciudad de México era una ruina. Fue desmontado para transformarlo en un centro de información y remodelar la sede como residencia para invitados del Departamento del Distrito Federal, proyecto que no se concretó. En 1997, el primer gobierno electo de la ciudad reinstaló el museo como un proyecto prioritario. El Dr. Ricardo Prado Núñez ejecutó una extensa restauración en la que se devolvieron acabados originales, como pisos de barro en los corredores del segundo nivel, cantería en frisos y remates. 
En 1998 el nuevo Gobierno del Distrito Federal retoma la administración del museo, y con la asesoría de un grupo de especialistas, museógrafos, escritores e intelectuales en general, se diseña el nuevo concepto del museo, un museo “interactivo”, un espacio abierto que incluye exposiciones, lecturas, conferencias, mesas de diálogo sobre temas diversos, talleres y actividades siempre abiertas a la propuesta ciudadana. Para esto se trabajó sobre cinco programas básicos. El primero, la museología, tenía como objetivo rehabilitar y mantener el edificio, el estudio de Clausell, que se ubica en la planta alta, catalogar los dieciséis mil volúmenes de la biblioteca y realizar un guion permanente del museo. El segundo programa, denominado Los Barrios de la Ciudad trabajó con los habitantes de los diferentes barrios, colonias y fraccionamientos, rescatando la identidad de cada uno, para mostrarla y compartirla con el resto de la ciudad. El Agua fue el tercer tema que tuvo como objetivo el restablecer la relación del hombre con la naturaleza, desde un punto de vista plástico y conceptual pero también didáctico. El Cuerpo, que hacía referencia a la experiencia individual de los habitantes de la ciudad, trata aspectos tan diversos como la moda y el vestido, hasta los conceptos de moralidad de esta sociedad urbana.
Por último, El Prójimo fue el programa que versó sobre las relaciones sociales, las familias, los conceptos de cercanía y lejanía, la solidaridad y el desapego en la diaria convivencia. 
Actualmente el Museo de la Ciudad de México realiza múltiples exposiciones temporales y actividades culturales de diversa índole; integrando a la comunidad de la ciudad que produce distintas manifestaciones, todas ellas plurales y abiertas a los cambios con los que se enfrenta una sociedad en constante movimiento. Transformando continuamente la identidad de una de las más grandes ciudades del mundo.